# Gba Majay Bma
Găbà mă cè » (« Jusqu'à la fin du monde ») est l'hymne national de la Birmanie. L’air et les paroles ont été écrits par Saya Tin, et ont été adoptés comme hymne national birman en 1947. Ils n’ont pas été changés depuis que le pays a pris le nom de Myanmar en 1988.

## Paroles
| Paroles en birman | Traduction en français | |
| --- | --- | --- |
| \| Écriture birmane \| Latin birman \| Transcription API \| \| ----------------------------------------------------------------------------------------------------------------------------------------------------------------------------------------------------------------------------- \| ------------------------------------------------------------------------------------------------------------------------------------------------------------------------------------------------------------------------------------------------------------------------------------------------------------------------------------------------------------------------------------------------------------------------------- \| ------------------------------------------------------------------------------------------------------------------------------------------------------------------------------------------------------------------------------------------------------------------------------------------------------------------------------------------------------------------------------------------------------------------------------------------------------------------------------------------------------------------------------------------------------------- \| \| တရားမျှတ လွတ်လပ်ခြင်းနဲ့မသွေ၊ တို့ပြည်၊ တို့မြေ၊ များလူခပ်သိမ်း၊ ငြိမ်းချမ်းစေဖို့၊ ခွင့်တူညီမျှ၊ ဝါဒဖြူစင်တဲ့ပြည်၊ တို့ပြည်၊ တို့မြေ၊ ပြည်ထောင်စုအမွေ၊ အမြဲတည်တံ့စေ၊ အဓိဋ္ဌာန်ပြုပေ၊ ထိန်းသိမ်းစို့လေ။ 𝄆 ကမ္ဘာမကျေ၊ မြန်မာပြည်၊ တို့ဘိုးဘွား အမွေစစ်မို့ ချစ်မြတ်နိုးပေ။ 𝄇 ပြည်ထောင်စုကို အသက်ပေးလို့ တို့ကာကွယ်မလေ၊ ဒါတို့ပြည် ဒါတို့မြေ တို့ပိုင်နက်မြေ။ တို့ပြည် တို့မြေ အကျိုးကို ညီညာစွာတို့တစ်တွေ ထမ်းဆောင်ပါစို့လေ တို့တာဝန်ပေ အဖိုးတန်မြေ။[2],[1] \| Tăyá hmyạtạ lutlap chíng nệ mă đwè Dọ pyè dọ myè Myá lù khapđém nyém jám zè bọ Khwịng tùnyì hmyạ wàdạ phyùsìng dẹ pyè Dọ pyè dọ myè Pyìdồngzụ ămwè ămyế tìdạm zè Ădetthàn pyụ bè thénđém zọ lè. 𝄆 Găbà mă cè Myànmà pyè Dọ bóbwá ămwè sic mọ chic myat nó bè. 𝄇 Pyìdồngzụ gò ăđêk pé lọ dọ kà gwề mălè Dà dọ pyè dà dọ myè dọ pềngnêk myè Dọ pyè dọ myè ăcó gò nyìnyà zwà dọ dădwè Thám xồng bà zọ lè dọ tàwùn bè ăphó tàn myè! \| [tɪ.já m̥ja̰.ta̰ lʊʔ.laʔ t͡ɕʰɪ́ɴ nɛ̰ mə t̪wè ǀ] [do̰ pjè ǀ do̰ mjè ǁ] [mjá lù kʰaʔ.t̪éɪ̯ɴ ɲéɪ̯ɴ.d͡ʑáɴ zè βo̰ ǀ] [kʰwɪ̰ɴ tù.ɲì m̥ja̰ ǀ wà.da̰ (ǀ) pʰjù.sɪ̀ɴ dḛ pjè ǀ] [do̰ pjè ǀ do̰ mjè ǁ] [pjì.dàʊ̯ɴ.zṵ ʔ(ə.)mwè ʔ(ə.)mjɛ́ tì.da̰ɴ zè] [ʔ(ə.)deɪ̯ʔ.tʰàɴ pjṵ βè ǀ tʰéɪ̯ɴ.t̪éɪ̯ɴ zo̰ lè ǁ] 𝄆 [ɡ(ə.)βà mə t͡ɕè ǀ mjàɴ.mà pjè ǀ] [do̰ βó.bwá ʔ(ə.)mwè sɪʔ mo̰ t͡ɕʰɪʔ mjaʔ nó βè ǁ] 𝄇 [pjì.dàʊ̯ɴ.zṵ ɡò ʔ(ə.)t̪ɛʔ pé lo̰ do̰ kà ɡwɛ̀ m(ə.)lè ǀ] [dà do̰ pjè dà do̰ mjè do̰ pàɪ̯ɴ.nɛʔ mjè ǀ] [do̰ pjè ǀ do̰ mjè ǀ ʔ(ə.)t͡ɕó ɡò ǀ ɲì.ɲà zwà do̰ d(ə.)dwè ǀ] [tʰáɴ s̤àʊ̯ɴ bà zo̰ lè ǀ do̰ tà.wʊ̀ɴ bè ʔ(ə.)pʰó tàɴ mjè ǁ] \| | Où la justice et la liberté prévalent C'est notre pays, notre terre Où prévalent l'égalité des droits et la bonne politique Afin que le peuple vive une vie paisible. C'est notre pays, notre terre Nous jurons solennellement de préserver l'Union et la patrimoine à perpétuité. 𝄆 Jusqu'à ce que le monde vole en éclats, longue vie à la Birmanie ! Nous aimons notre pays car il est notre vraie succession. 𝄇 Nous sacrifierons nos vies pour protéger notre pays. C'est notre nation, c'est notre pays, et il est à nous. Être notre nation et notre pays, nous ferons bonne cause pour notre nation dans l'unité ! Et c'est notre devoir envers notre terre inestimable. | |
| Écriture birmane | Latin birman | Transcription API |
| တရားမျှတ လွတ်လပ်ခြင်းနဲ့မသွေ၊ တို့ပြည်၊ တို့မြေ၊ များလူခပ်သိမ်း၊ ငြိမ်းချမ်းစေဖို့၊ ခွင့်တူညီမျှ၊ ဝါဒဖြူစင်တဲ့ပြည်၊ တို့ပြည်၊ တို့မြေ၊ ပြည်ထောင်စုအမွေ၊ အမြဲတည်တံ့စေ၊ အဓိဋ္ဌာန်ပြုပေ၊ ထိန်းသိမ်းစို့လေ။ 𝄆 ကမ္ဘာမကျေ၊ မြန်မာပြည်၊ တို့ဘိုးဘွား အမွေစစ်မို့ ချစ်မြတ်နိုးပေ။ 𝄇 ပြည်ထောင်စုကို အသက်ပေးလို့ တို့ကာကွယ်မလေ၊ ဒါတို့ပြည် ဒါတို့မြေ တို့ပိုင်နက်မြေ။ တို့ပြည် တို့မြေ အကျိုးကို ညီညာစွာတို့တစ်တွေ ထမ်းဆောင်ပါစို့လေ တို့တာဝန်ပေ အဖိုးတန်မြေ။, | Tăyá hmyạtạ lutlap chíng nệ mă đwè Dọ pyè dọ myè Myá lù khapđém nyém jám zè bọ Khwịng tùnyì hmyạ wàdạ phyùsìng dẹ pyè Dọ pyè dọ myè Pyìdồngzụ ămwè ămyế tìdạm zè Ădetthàn pyụ bè thénđém zọ lè. 𝄆 Găbà mă cè Myànmà pyè Dọ bóbwá ămwè sic mọ chic myat nó bè. 𝄇 Pyìdồngzụ gò ăđêk pé lọ dọ kà gwề mălè Dà dọ pyè dà dọ myè dọ pềngnêk myè Dọ pyè dọ myè ăcó gò nyìnyà zwà dọ dădwè Thám xồng bà zọ lè dọ tàwùn bè ăphó tàn myè! | [tɪ.já m̥ja̰.ta̰ lʊʔ.laʔ t͡ɕʰɪ́ɴ nɛ̰ mə t̪wè ǀ] [do̰ pjè ǀ do̰ mjè ǁ] [mjá lù kʰaʔ.t̪éɪ̯ɴ ɲéɪ̯ɴ.d͡ʑáɴ zè βo̰ ǀ] [kʰwɪ̰ɴ tù.ɲì m̥ja̰ ǀ wà.da̰ (ǀ) pʰjù.sɪ̀ɴ dḛ pjè ǀ] [do̰ pjè ǀ do̰ mjè ǁ] [pjì.dàʊ̯ɴ.zṵ ʔ(ə.)mwè ʔ(ə.)mjɛ́ tì.da̰ɴ zè] [ʔ(ə.)deɪ̯ʔ.tʰàɴ pjṵ βè ǀ tʰéɪ̯ɴ.t̪éɪ̯ɴ zo̰ lè ǁ] 𝄆 [ɡ(ə.)βà mə t͡ɕè ǀ mjàɴ.mà pjè ǀ] [do̰ βó.bwá ʔ(ə.)mwè sɪʔ mo̰ t͡ɕʰɪʔ mjaʔ nó βè ǁ] 𝄇 [pjì.dàʊ̯ɴ.zṵ ɡò ʔ(ə.)t̪ɛʔ pé lo̰ do̰ kà ɡwɛ̀ m(ə.)lè ǀ] [dà do̰ pjè dà do̰ mjè do̰ pàɪ̯ɴ.nɛʔ mjè ǀ] [do̰ pjè ǀ do̰ mjè ǀ ʔ(ə.)t͡ɕó ɡò ǀ ɲì.ɲà zwà do̰ d(ə.)dwè ǀ] [tʰáɴ s̤àʊ̯ɴ bà zo̰ lè ǀ do̰ tà.wʊ̀ɴ bè ʔ(ə.)pʰó tàɴ mjè ǁ] |